# Colom blau de les Seychelles
El colom blau de les Seychelles (Alectroenas pulcherrimus) és una espècie d'ocell de la família dels colúmbids (Columbidae) que habita els boscos de les illes Seychelles.